# لپنتو (آرکانزاس)
لپنتو (آرکانزاس) (به انگلیسی: Lepanto, Arkansas) یک شهر در ایالات متحده آمریکا با جمعیت ۲٬۱۳۳ نفر است که در آرکانزاس واقع شده‌است.

## موقعیت جغرافیایی
موقعیت جغرافیایی شهرها و مناطق اطراف به شرح زیر است: